# Canon ShVAK
Le ShVAK (russe : ШВАК: Шпитальный-Владимиров Авиационный Крупнокалиберный, Shpitalnyi-Vladimirov Aviatsionnyi Krupnokalibernyi, Shpitalny-Vladimirov de gros calibre pour avion) est un canon automatique de calibre 20 mm utilisé par l'Union soviétique durant la Seconde Guerre mondiale. Il est dessiné et conçu par Boris Shpitalniy (en) et Semyon Vladimirov (ru) et entre en production en 1936. Il équipe alors de série de nombreux avions soviétiques, tels les Yakovlev Yak-1, Polikarpov I-153, I-16, Lavotchkine La-5, La-7, LaGG-3, Iliouchine Il-2, et le Hawker Hurricane modifié, mais aussi les chars T-38 et T-60.
Une version TNSh (russe : ТНШ: Tankovyi Nudel’man-Shpitalnyi) fut produite pour les chars.

## Description
Une première version de 12,7 mm est conçue en 1931. C'est une version gros calibre de la mitrailleuse ShKAS de 7,62 mm. L'usine INZ-2 commence la production du ShKAS en 1935. Durant l'hiver 1935-1936, le ShKAS est rechambré en 20 mm et la production de série est lancée. Quelques mois plus tard, la version de 7,62 mm est retirée de la production.

La version « canon » diffère seulement au niveau du calibre. C'est une arme à rechargement par emprunt de gaz, qui utilise une bande de munitions désintégrante, et un rechargement par câble ou pneumatique. La munition du ShVAK consiste en un mélange de munition incendiaire-fragmentation et de munition antiblindage-incendiaire. En 1944, le ShVAK est remplacé par le Berezin B-20, qui offre les mêmes performances que le ShVAK, mais possède l'avantage d'être nettement plus léger.